# Felisberto Caldeira Brant Pontes de Oliveira Horta
Felisberto Caldeira Brant Pontes de Oliveira Horta, (Mariana, 19 de setembro de 1772 — 13 de junho de 1842) primeiro visconde com grandeza e Marquês de Barbacena, foi um militar, diplomata e político brasileiro. Envolveu-se de forma efusiva na época do Primeiro Reinado, também atuando e se destacando na campanha da abolição do absolutismo e pela aplicação de um governo constitucional.

## Começo da vida pública
Nascido no interior de Minas, no arraial de São Sebastião, perto de Mariana, Felisberto vem de família nobre por ambos os lados. Era filho do coronel Gregório Caldeira Brant e de sua mulher D. Ana Francisca de Oliveira Horta. Seu avô, Felisberto Caldeira Brant era um nome importante da mineração na região.
Quando terminou seus estudos, em 1786, partiu para o Rio de Janeiro, onde encontrou parentes e fez provas para um exame onde surpreendeu com suas habilidades e recebeu uma visita do vice-rei da época, Dom Luís de Vasconcellos. Depois de conhecê-lo, o marquês recebeu cartas de recomendação escrita por D. Luiz, que serviriam para o jovem quando este rumou para Lisboa, em 1788. Antes disso, com sua mãe e padrasto, o primo dela, Garcia Rodrigues Paes Leme, passou brevemente por São Paulo, para então partir para a Europa.
Chegando lá, terminou seus estudos no Colégio dos Nobres, para depois entrar na academia da marinha, a Academia Real dos Guardas-Marinhas, onde encontrou seu primo José Pires da Silva Pontes no comando e passou a ser protegido dele. A gratidão foi tamanha, que mais tarde, o marquês resolveu adotar o sobrenome Pontes em homenagem ao primo e tutor.
Com pouco tempo na Academia, o brasileiro já participava de viagens e nos primeiros anos já havia ido para a Inglaterra. Seu rápido comprometimento fez com que com apenas 19 anos, o Ministro Martinho de Mello lhe promovesse para capitão do mar e guerra. No entanto, o posto ficou por pouco tempo com o marquês, já que o Governo achou precipitado o título.
Foi então que o mineiro se revoltou com a Marinha e pediu transferência para as forças de terra e viajou para a Angola em missão. Como major, ele chegou para servir ao estado-maior de Dom Miguel de Mello.
Lá serviu na terra e no mar, sobretudo protegendo a costa angolana de ameaças. Sua presença naquele continente estava ligada à tentativa de travessia da África incumbida pela coroa portuguesa a seu ex-professor, o astrônomo paulista Francisco José de Lacerda e Almeida. O marquês também conheceu nesse tempo em terras africanas dois brasileiros exilados, vítimas da Inconfidência Mineira. Doutor José Álvares Maciel e o coronel Francisco de Paula Freire de Andrade eram, coincidentemente aparentados de Felisberto e revelaram diversos acontecimentos sobre a Inconfidência a ele.
Passaram-se dois anos do contrato do marquês na Angola e, antes de retornar a Lisboa, o mineiro passou pelo Brasil, onde parou na Bahia e conheceu sua futura esposa. Dona Anna Constança Guilhermina de Castro Cardoso, filha do coronel Antônio de Castro Cardoso. O casamento foi arranjado, mas ele só se realizaria depois de Felisberto voltar em definitivo ao país, anos depois.
Os anos em Lisboa lhe renderam o título de tenente-coronel do regimento da Bahia, além do passaporte de volta para o Brasil, onde se casou, assim que retornou, no dia 27 de julho de 1801, aos 29 anos de idade. O casamento lhe abriu portas para entrar no mundo do comércio, e mesmo já sendo influente, aproveitou da também influente família de sua esposa para expandir sua fortuna.

### Fortalecendo seu nome
Mesmo sempre tendo muito destaque e impondo respeito em quem lhe conhecia, o Marquês de Barbacena realizou alguns feitos de certa forma 'populistas' e que lhe deram grande esmero tanto da população como do Governo. Um exemplo é o episódio da Vacina Jenneriana.
Em 1804, o marquês ajudou a trazer a importante vacina ao país, sendo inclusive a primeira pessoa a receber a dose. O feito lhe rendeu um busto em uma sala do Instituto de Vacinas da Corte.
Um ano depois, o marquês fez um empréstimo enorme para uma esquadra inglesa do almirante Home Pophan, que passava rumo à Argentina e havia ficado sem recursos. Mais tarde, também cortejando estrangeiros, o marquês recebeu o príncipe francês Jerônimo Bonaparte. Ambos lhe prometeram recompensas e presentes.
Todas essas ações, apesar de positivas para a imagem do marquês, causaram um certo atrito com o governador conde da Ponte, fazendo com que Felisberto resolvesse deixar o Brasil com a família, de volta a Lisboa. Lá ele foi nomeado pelo Governo como coronel do regimento 13 de Peniche, sendo o primeiro brasileiro a comandar uma guarnição da Corte.
Em 1807 volta ao Brasil acompanhando a família real, junto com a corte de Dom João VI, no episódio que seria conhecido como transferência da corte portuguesa para o Brasil. No entanto, o marquês retornou à Bahia, enquanto que a realeza partiu para o Rio de Janeiro.
Em 1811 é nomeado brigadeiro e passa a lutar e formar fortes frentes de tropas e de milícias. Ao mesmo tempo, realizava obras, como a estrada de São Jorge dos Ilhéus até Arraial da Conquista, que investiu do próprio dinheiro a construção. E em 1813 trouxe ao Brasil a primeira máquina de moer cana a vapor, levando-a para o engenho de Inguaçú, na ilha de Itaparicá, que pertencia ao seu cunhado, o coronel Antônio Cardoso dos Santos.
Pouco depois, o marquês também começa a buscar introduzir o capital em suas bandas, através do Banco do Brasil, o qual ele tentava levar uma filial para a Bahia. Para isso, ele trocava cartas com o diretor do banco, do Rio de Janeiro, em que convencia-o de que era viável abrir uma filial em sua cidade.
Uma das cartas em resposta ao diretor, Manoel Jacintho Nogueira da Gama, datada de 4 de agosto de 1815, foi documentada.
"Tenho a maior satisfação de poder annunciar a V. S. que os habitantes desta cidade e reconcavo estão plenamente convencidos da utilidade de uma caixa de descontos e nada desejam tanto neste momento como o seu prompto estabelecimento, havendo uma especie de rivalidade entre todas as classes de negociante, proprietarios e lavradores para tomarem acções. Surprehende a diíferença de opinião de 1812 a 1815. O milagre é inteiramente devido á exactidão do banco. Então foram baldados todos os esforços do Sr. conde dos Arcos para obter accionistas; hoje muitos oferecem-se voluntariamente e, portanto, sendo o mesmo general encarregado de estabelecer e proteger a caixa de desconto, é indubitavel que em poucos dias haverá fundo sufficiente para dar principio ao giro da caixa." [...]
[...] "Sua utilidade e prosperidade no Rio de Janeiro conhecida; é justo fazer a experiência na Bahia e não duvido afiançar o resultado, adoptando-se as medidas que aponto, as quaes, posto sejam peculiares a esta capitania, derivam contudo e tem uniformidade com os estatutos do Banco do Brasil" 
No dia 2 de dezembro de 1817, enfim a caixa do Banco do Brasil foi inaugurada na Bahia, também por causa dos esforços do marquês.

## Revolução Pernambucana
No mesmo ano, em 1817, explodiu a Revolução Pernambucana, movimento de caráter emancipacionista, que tentou se expandir para os estados vizinhos. As principais razões da Revolução foram a luta contra o absolutismo monárquico português, além da revolta pelo dinheiro captado pelo Rio de Janeiro que o Governo de Pernambuco precisava abrir mão. As ideias que regiam essa Revolução era de viés iluministas.
A luta pela independência no Nordeste brasileiro, junto com a preocupação dos portugueses em Lisboa quanto à base da monarquia portuguesa levaram a algumas consequências fatais para nomes importantes da época.
Portugal queria a família real de volta às suas terras. Também queria a deposição de William Beresford, Marechal do Exército Português. O inglês tinha a tarefa de alinhar as missões em comum da Inglaterra e de Portugal, e quando soube da possibilidade da volta da corte portuguesa para seu país, mandou matar conspiradores, atrapalhando a vida da família real.
A participação do Marquês de Barbacena na Revolução começou quando o Conde Arcos, governador da Bahia, se apoiou nele para tomar algumas ações em resposta à tentativa de expansão do movimento em direção à Bahia.
A princípio, o Governo da Bahia tratou de lidar com nomes da organização do movimento sem piedade. Antonio CarIos, o grande orador da Constituinte, José Inácio Ribeiro de Abreu e Lima, o Padre Roma, e Domingos Martins, que foram encarregados pela Revolução de ir à Bahia em busca de apoio, foram recebidos com fuzilamento.
Além disso, o marquês teve extrema importância na captação financeira e de influência para a ação direta da Bahia ao combate de forças com a Revolução, caso esta invadisse terras baianas. Desde dinheiro, amigos poderosos à influência na maçonaria e no comércio de armas. O marquês usou de todos os artifícios a seu alcance para evitar que a Bahia não fosse atingida pelo espírito revolucionário.
Não demorou muito para a Revolução perder força, não só em terras vizinhas, mas também no próprio Pernambuco, uma vez que as forças armadas de Portugal já haviam sitiado o território e forçado a rendição dos revolucionários, que pouco aguentaram e foram dizimados pelas tropas portuguesas.

## Afastado pelo luto
Ainda em 1817, o Marquês de Barbacena passou por um baque familiar, quando, no dia do natal, 25 de dezembro, sua mulher, Dona Anna Constança, aos 34 anos de idade, morreu, 16 anos depois do casamento que uniu os dois.

Sentido pela perda, o marquês chegou a receber condolências e ofertas de afastamento e substituição do Conde dos Arcos e mesmo do Ministro do Reino, Thomaz Antônio da Villa, com o qual respondeu agradecendo ao Ministro e pedindo espaço para recuperação, em carta datada de 7 de agosto de 1818.
"Padecendo, desde 1814, mais ou menos, virtigens, teem estas sido tão repetidas depois da inesperada e repentina morte de minha mulher, que não sentindo alguma melhora, pouco posso durar e quasi nada fazer. Os medicos e a razão aconselham-me distracção e pouco trabalho, e ares de campo; pelo que em janeiro expuz ao Exm, Sr. Conde do Arco triste estado de minha saude, pedindo que nomeasse official que substituisse as minhas vezes, mas S. Ex., attribuindo á melancolia tudo quanto eu dizia, não quiz marcar outro official e benignamente facilitou-me alguma licença, da qual não me aproveitei pela chegada de seu successor. Continuando a padecer e desejando por isso ultimar quanto antes o inventario e partilhas da minha casa, afim de segurar a subsistencia de meu filhos com o menor pos- sivel risco dos abusos da administração em sua menoridade, tornei em maio a apresentar ao Exm. conde de Palma a minha impossibilidade de serviço, solicitando de V. Ex. por seu inter- medio, de sua Magestade algum tempo de licença, durante a qual esperava restabelecer-me, vi to que havendo padecido estas mesmas vertigens em gráo muito mais forte por espaço de sete anno anteriores a 1799, fiquei inteiramente livre desde aquella época até 1814."
Não muito tempo depois de mandar esta carta, o marquês ainda perdeu outro ente, agora, também de enfermidade, sua sogra morria no dia 21 de outubro do mesmo ano. Mas à época, não demorou muito para o marquês voltasse à ativa aos poucos.

### De volta aos negócios
Passado o luto pós-morte de Donna Anna Constança e sua sogra o Marquês de Barbacena, já sendo um dos nomes mais reconhecidos e valorizados da Bahia, voltou a aproveitar oportunidades de usar sua influência e poder para trazer novidades para o Brasil. Ainda em 1818, ele conversava sobre a possibilidade de o Banco do Brasil abrir uma filial em Pernambuco, assim como fez anteriormente na Bahia.
Já em 1819, trouxe da Inglaterra uma máquina que viria a levar o primeiro barco à vapor do país. Que apesar de ter sido pouco explorada inicialmente, foi desenvolvida anos depois. No mesmo ano, cresceu de patente, agora Marechal e nomeado fidalgo cavalheiro, era um homem de confiança dos que ocupavam os mais altos cargos.

## Papel diplomata durante o período pré-Independência

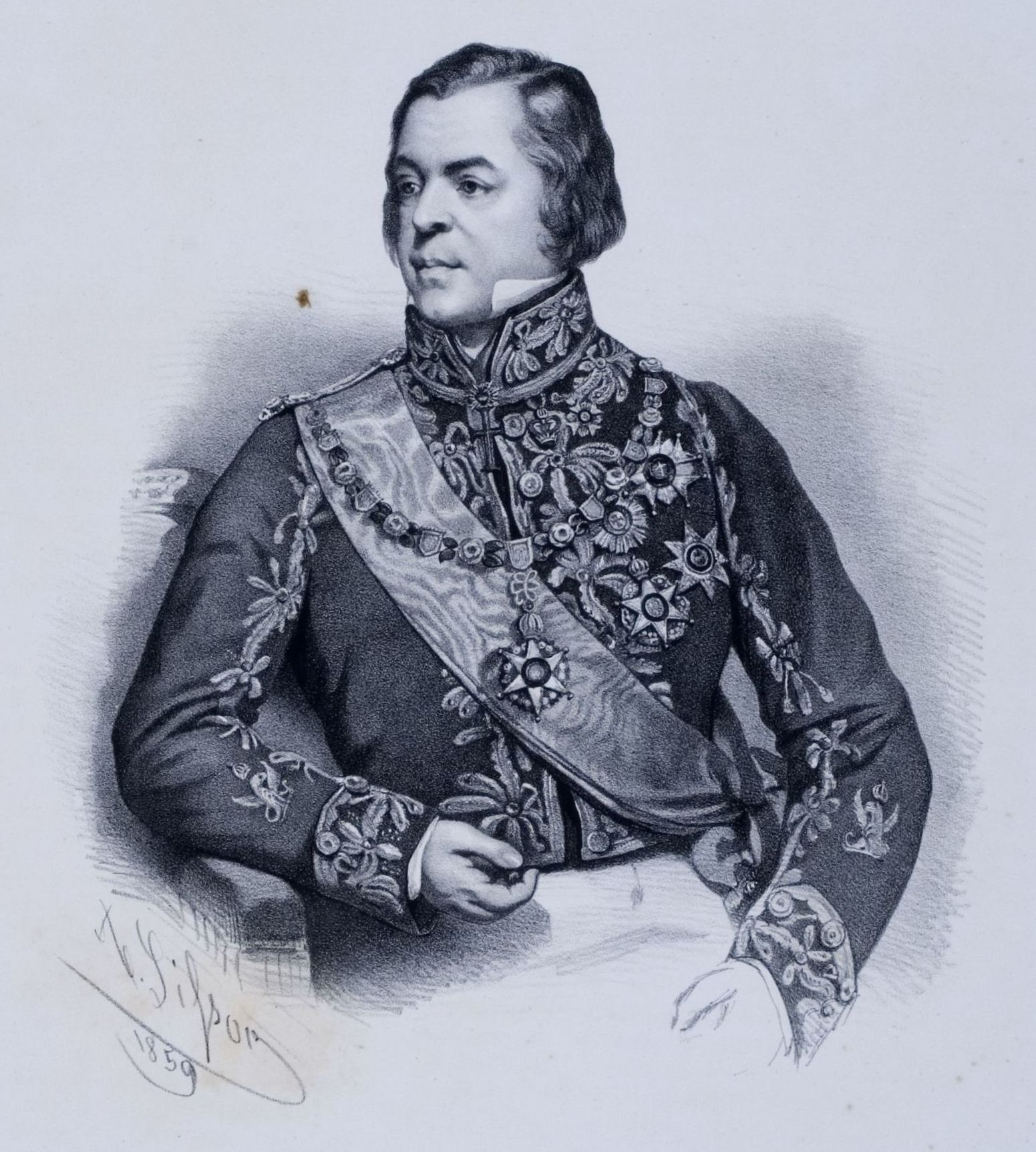
O Marquês de Barbacena (S. A. Sisson).

Ainda em 1820, o marquês foi nomeado Cavalheiro da Torre e Espada, em meio ao início da turbulência política no Brasil, que ainda não dava certezas do que iria acontecer. Ainda assim, o marquês via com bons olhos a possibilidade que pairava sobre a independência do país, ainda que pudesse não ser tão bem sucedida quanto nos Estados Unidos - ocorrida 50 anos antes.
Com o retorno da família real a Lisboa, por conta da Revolução Liberal do Porto que aconteceu em Portugal, em 1820, Dom Pedro I foi nomeado por seu pai, D. João VI, Príncipe Regente do Brasil, o que foi uma abertura de caminhos para a futura independência da colônia, que no momento era Reino.
Com as movimentações cada vez mais intensas, em fevereiro de 1821, um motim na Bahia contou com a presença do marquês. Sabendo da reunião, forças portuguesas atacaram o lugar e vitimaram 16 pessoas. Lá, homens de poder chegaram ao ponto de que o mais vantajoso para o Brasil seria se separar de Portugal, uma vez que os europeus ameaçavam voltar o patamar de colônia.
Com o patamar de Marechal, o marquês de Barbacena, no entanto, ainda não estava do lado da revolução, mesmo sendo convencido por amigos influentes que Portugal não tinha bons planos futuros para o Brasil. Foi só em uma visita ao Conde de Palma, para reportar como estava a organização da revolução e ao confirmar as reais intenções de Portugal, finalmente tomou o lado de que o Brasil deveria se desligar do país, o que causou revolta nos presentes. O marquês ainda conseguiu mudar na ata do encontro na qual falava em 'sujeição' do Brasil, termo considerado por ele infeliz, que deu lugar para 'adesão à ordem nova constitucionalista'.
Logo depois desse episódio, o marquês foi ao Rio de Janeiro e encontrou um ambiente igualmente hostil quanto aos simpatizantes da permanência de Portugal no comando do Brasil. Não demorou para o marquês se ausentar da frente de lutas e reuniões, por conta da saúde, que decidiu cuidar na Inglaterra, em junho de 1821, quando tinha 49 anos. Uma das maiores motivações para a ida à Europa, no entanto, era também a iminente ameaça à sua liberdade, visto que alguns defensores de Portugal desejavam a prisão do marquês. Passou então a acompanhar os passos da revolução através de cartas.
Foi por essas cartas que ele soube da volta da família real para Portugal e da consequente nomeação de Dom Pedro I como Príncipe Regente do Reino do Brasil. Entendendo que esse era um grande passo para a independência, o marquês se comunicou com o Ministro Regente do Brasil, José Bonifácio de Andrada e Silva e passou a mexer seus pauzinhos na Inglaterra, usando da influência para que ele conseguisse voltar ao Brasil com uma fragata inglesa - já que os portugueses já sabiam de seu lado pró-independência. Além disso, buscou todos os brasileiros que conhecia que estavam residindo por lá, para voltar com ele para o Brasil.
Com poderes concedidos por José Bonifácio, o marquês passou a ser um correspondente para tentar unir forças, ser diplomata, realizar encargos políticos e burocráticos na Inglaterra, antes de retornar ao Brasil. O marquês cumpria com êxito as tarefas, sobretudo a organização de uma frota naval para fazer frente à frota portuguesa na costa brasileira, se necessário.
Foi nessa diplomacia, tentando convencer os ingleses a apoiarem a independência de uma colônia de um dos seus maiores aliados, que era Portugal, que o Marquês de Barbacena  conseguiu o apoio do inglês. Foram anos na Europa e a notícia da Independência do Brasil, gritada por Dom Pedro I veio através de cartas. Seu retorno ao país foi apenas em 1824, três anos após o marco.

### Brasil independente
Com o Brasil independente de Portugal, o marquês passou os primeiros anos como coadjuvante, já que não voltou para sua terra natal logo em seguida. Foram tempos seguindo com a diplomacia na Inglaterra, fazendo o trabalho que José Bonifácio lhe confiou, enquanto no Brasil o caos pós revolução acontecia.  Mesmo que distante, fora do Brasil, ele foi mais uma vez eleito deputado na Bahia.
Quando retornou ao Brasil, em 1824, apesar de ter recebido ofertas em altos cargos no ministério, o marquês continuou como uma espécie de conciliador, tratando assunto diretamente com os ingleses e com o, agora, Imperador do Brasil, Dom Pedro I. Visando a enorme importância da relação do Império com a Inglaterra, era essencial fazer uma ponte para diversos assuntos relevantes com os europeus, principalmente com toda a casa para arrumar após a separação de Portugal.
Em 1825 teve sua patente elevada para tenente-general graduado e no mesmo ano foi eleito senador de três províncias, Minas Gerais, Bahia e Alagoas, lhe colocando em um importante patamar pela grande representação nacional. Ainda assim, seu contato com o exterior persistia e o marquês acumulava funções de forma natural, embora fosse mais participativo no papel de ‘diplomata’, na busca principal para o reconhecimento do Brasil como Império mundo afora.
Enviado como comandante-chefe das tropas brasileiras na guerra Cisplatina, substituiu Francisco de Paula Massena Rosado, encontrou uma tropa em frangalhos que conseguiu recuperar com sucesso. Atuou bravamente na batalha do Passo do Rosário em 27 de Fevereiro de 1827 onde, apesar da derrota, o exército brasileiro não sofreu um revés considerável e as tropas argentinas retornaram à província Cisplatina, atual Uruguai.

Armas do marquês de Barbacena, as mesmas das famílias Brant (modificadas), Oliveira, Horta e Caldeira.

Encarregado de encontrar uma noiva para o imperador Dom Pedro I, estava na Europa com D. Maria II (que ia entregar ao avô materno, o imperador da Áustria) quando soube da usurpação de D. Miguel I em Portugal, este irmão de Dom Pedro I, patrocinada pelo Império Austríaco, de modo que preferiu trazê-la com D. Amélia de Leuchtenberg para o Brasil em outubro de 1829.
Já em dezembro lhe coube organizar o ministério e fez reformas salutares. Por ter influência sobre D. Pedro I, conseguiu a partida de Rocha Pinto e do Chalaça, Francisco Gomes da Silva. Há historiadores que o elogiam como o mais inteligente dos cortesãos de D. Pedro. Teve a ideia de aprumar o governo pela simples prática do regime, ou seja, pelo único expediente compatível com a monarquia constitucional: o de dar satisfações ao Parlamento. Atacou logo o "gabinete secreto", afastou os eternos validos Francisco Gomes e Rocha Pinto, enviados a passear na Europa. Seu programa parecia ser o de tornar D. Pedro um imperador constitucional.
Índice do seu prestígio, era admirado pela Astreia, órgão da oposição liberal, muitas vezes chamado a júri por excessos contra a liberdade de imprensa, que defendia agora o governo e José Bonifácio, envolto em intriga que lhe atribuía incríveis projetos republicanos. Quando o que havia de novo, dizia o jornal, era uma administração limpa, diferente das anteriores, que estancava a ladroagem e geria as finanças com honra e probidade, combatendo pela mudança de alguns presidentes de província, todos arreganhos do neo-absolutismo. Mas o jornal denunciava também o que chamava "questão portuguesa": e Barbacena procurava satisfazer a corrente que não tolerava tais negociações, anunciava-se que o Imperador deixava à discrição dos soberanos da Europa a decisão dos negócios de sua filha.

## Instabilidade no cenário político
Seus negócios começavam a perder força, sem contar nas turbulências do Governo de Dom Pedro, que já havia derrubado José Bonifácio e parecia caminhar para o mesmo rumo com o marquês. A situação parecia desfavorável para ele, quando, no entanto, permanecia em seu cargo de ministro, sem muitas ameaças. Achando que conseguiria driblar o momento mais baixo de sua carreira, o marquês foi nomeado em 1830, conselheiro de Estado.
Foi então, que em um ato de deslealdade, Dom Pedro o tirou de um de seus cargos. O  marquês, ofendido, chegou a escrever uma carta ao imperador lamentando o episódio.
"Eu sabia por uma triste experiencia que V. M. possuindo em supremo gráu as virtudes da franqueza e beneficencia, uma outra exercitava com a generalidade de seus subditos; sendo a unica inconcebível e constante excepção os ministros de Estado, para os quaes poucos dias depois da nomeação V. M. só mostrava desconfiança, reserva e ás vezes atroz perseguição".
"Era, portanto, a minha repugnancia e proposito decididos contra a acceitação de taes empregos. A minha coragem, a minha resolução e proposito, tudo cedeu ás palavras e lagrimas de V. M. apresentando o quadro do throno em perigo e tendo em roda de si uma família innocente e quasi divina".
Os anos seguintes foram de participação na Assembleia como Senador ativo. Não deixava as pautas externas de lado e continuou atuando nessa área. Até que em 1835, em uma viagem para a Inglaterra, que inicialmente era para fins particulares, foi abordado pelo regente Diogo Antônio Feijó e nomeado ministro para tratar um acordo com os ingleses que estava prestes a vencer. Seguindo o documento para oficializar a nomeação, datado de 21 de outubro de 1835.
"O regente em nome do imperador o Senor D. Pedro II, querendo aproveitar o distincto merecimento e pratica de negocios diplomaticos do marquez de Barbacena, que parte para a côrte de Londres, onde se tem tratar de graves negociações com o governo britannico: ha por bem encarrega-lo de uma missão, especial junto de Sua Magestade britannica, nomeando-o plenipotenciario de sua magestade imperial junto daquelle soberano, não percebendo vencimento algum, por ter-se a sim prestado a esta missão. Manoel Alves Branco, do conselho de sua magestade imperial, ministro e secretario de estado dos negocios estrangeiros, o tenha assim entendido, e faça expedir os despachos necessarias."
Certamente o marquês não imaginava que essa negociação fosse tomar muitos contornos. Em Londres, ele ainda precisou visitar Paris e até mesmo ir à Suíça para depois de mais de um ano, enfim dar como concluída a missão que Feijó havia lhe encarregado.

## Final da vida
O Marquês de Barbacena, já em seus últimos anos de vida, se mantinha ativo e requisitado. Ainda na Inglaterra, se posicionou contra o escravismo e via um caminho importante para o Brasil no cenário mundial a abolição da escravidão. Pelo Governo, sempre muito solicito, era sempre uma peça de apoio em diversos âmbitos, devido à sua influência e fortuna.
Foi quando finalmente voltou ao Brasil que passou a sentir os baques em sua saúde, se submetendo a cirurgias no Rio de Janeiro. Ao mesmo tempo, conseguiu vencer uma ação que movia há anos para receber pelos serviços prestados na Inglaterra há mais de uma década. A relação com Dom Pedro havia ruído totalmente. Sem deixar se abater, seguia trabalhando e mais do que nunca lutando pela causa da abolição.
No entanto, a partir de 1838, quando partiu para Minas, o marquês travou uma luta constante pela vida. Foram quatro anos de tratamentos, cirurgias, e sofrimento com constantes complicações e falsas esperanças, não resistiu e morreu no dia 13 de junho de 1842, aos 69 anos de idade.
De grande e honrosa carreira, Felisberto Caldeira Brant morreu com os títulos de senador do Império, conselheiro de Estado, marechal do exercito, gentil-homem da Imperial Câmara, mordomo-mór da imperatriz D. Amelia, Alcaide-mór da Vila de Jaguaripe na Bahia, cavaleiro da ordem de D. Pedro I, Grã-cruz das do Cruzeiro e da Rosa, comendador da de Cristo, cavaleiro da ordem da Torre e Espada, Grã-cruz da Coroa de Ferro da Áustria e membro de varias sociedades cientificas e literárias no Brasil e na Europa.